# Matt Bish
Matt Bish, pseudonimo di Matthew Bishanga (...), è un regista ugandese.

## Biografia
Dopo una formazione al cinema digitale presso il SAE Institute di Amsterdam, Matt Bish è tornato nel suo paese per girare un lungometraggio di genere thriller, Battle of the Souls, che è il primo "vero" film ugandese. La storia è ispirata alla vicenda di Roger Mugisha, noto uomo di spettacolo poi diventato un cristiano rinato, che è coproduttore (con lo stesso Bishanga) del film.

## Filmografia parziale
- Battle of the Souls (2007)
- A Good Catholic Girl, episodio del film Africa First: Volume Two (2012)